# 岸壁の母 (テレビドラマ)
『岸壁の母』（がんぺきのはは）は、1977年11月7日〜12月30日にTBS「花王 愛の劇場」枠にて放送された昼ドラマ(全40回)である。中京エリア・テレビ愛知やローカル地方局において再放送が行われていた。

## 概要
昭和になって間もなく、一人息子の新二を女手ひとつで育て上げる心温かい母親と健やかに育つ新二とその親子と関わる人々の物語。青年になり徴兵された新二。東京の大森に住む母は汽車で京都に通い、舞鶴の港に幾度となく戦地から帰還する引揚船に新二の姿を求めるが、この度も息子の姿は見えない。

## キャスト
- 端野いせ：市原悦子
- 端野新二：渡辺康司（幼年時代）→中野健（小学生）→大和田獏（中学生以降）
- 新二の小学校の先生・三浦文雄：山本耕一
- 三浦夫人・とよ子：生田くみ子
- 新二の恋人・水野のぶ子：小畑あや
- のぶ子の父：菅貫太郎
- 呉服屋の店主：飯田和平
- 下宿生・石田健太郎：長澄修
- 新二の父・栄次：市原清彦
- 新二の祖母・松江：三戸部スエ
- 大家さん・川田：文野朋子
- 地元の有力者・沢田：東郷晴子
- 沢田の息子・英雄：小林秀司
- 川田の息子・隆：田中昭雄
- 工場労働者・小島：後藤哲夫
- 工場労働者・武藤：粟津號
- 工場労働者：篠原靖夫、沖秀一
- 島田正子：小野松江
- 坂本医師：和田周
- 町医師：斉藤英雄
- 主婦：後藤泰子、谷口久美子
- 医師：木崎晩生
- 中学の先生：山中康司
- 地区の世話役・高間：陶隆司
- いせの見合いの相手・高田：上田忠好
- 社長夫人・篠原：川村千鶴
- 篠原社長の令嬢・麻子：川口今日子
- 氷倉庫の男：山本幸栄
- 工場長：根本嘉也
- 巡査：志馬琢哉
- 特高刑事：小森英明、城戸卓
- 刑事：福原秀雄
- 巡査：今井健太郎
- 石田の母・里子：宮内順子
- 石田の父：前沢迪雄
- 石田の兄：藤堂博
- 新二の中学の友人・小宮：日吉としやす
- 小宮の母・弘子：五十嵐美恵子
- 小宮の妹・亜紀子：沙川露里
- 清瀬村駐在所の巡査：北山年夫
- 団長：中川秀人
- 団員：羽生昭彦、沖秀一
- 工場の寮に出入りする業者：山下望
- 寮母：滝奈保栄
- 刑事：高木二朗
- 大田：大林丈史
- 兵長：土方弘
- 西田：鶴田忍
- 勝子：水沢摩耶
- 勝子の息子・修一：一柳俊之
- 老婦人：大川万裕子
- のぶ子の叔父・力：中島元
- 復員局の職員：園田健二
- 老人：大杉侃二郎
- アメリカ兵：エンベル・アルテンバイ（ノンクレジット）
- 厚生省の職員：牧田正嗣
- 上坂：岸野一彦
- 滝本：久保幸一
- 新山：依田英助
- 萩原医師：西田昭市
- タエ：飯田テル子
- 一郎：酒井郷博
- むつ子：角谷美佐子

## スタッフ
- 原作 - 端野いせ
- 監督 - 高橋繁男、菱田義雄
- 脚本 - 高岡尚平、秋田佐和子
- 音楽 - 木下忠司
- 制作 - 松竹・TBS

## 主題歌
『岸壁の母』
- 作詞 - 藤田まさと
- 作曲 - 平川浪竜
- 編曲 - 白石十四男
- 唄 - 二葉百合子
- 発売 - キングレコード